# Végfalva (Lendva)
Végfalva (szlovénül: Brezovec) falu a Muravidéken, Szlovéniában található. Közigazgatásilag Lendva községhez tartozik. A település a Mura folyó bal partján fekszik, a horvátországi Muraszentmártonnal szemben, a folyó szlovén oldalán.

## Fordítás
- Ez a szócikk részben vagy egészben  a   Brezovec, Lendava című angol Wikipédia-szócikk ezen változatának fordításán alapul.  Az eredeti cikk szerkesztőit annak laptörténete sorolja fel. Ez a jelzés csupán a megfogalmazás eredetét és a szerzői jogokat jelzi, nem szolgál a cikkben szereplő információk forrásmegjelöléseként.